# Акула сіра білоноса
Білоноса сіра акула (Nasolamia velox) — єдиний вид роду Nasolamia родини сірі акули. Інша назва «панамська білоноса акула».

## Опис
Загальна довжина досягає 140 см. Самиця трохи менша за самця, має 139 см. За гіпотезою ця акула може виростати до 1,5 м. Голова середнього розміру, сплощена. Морда довга, конічна. Очі помірного розміру, круглі, без вирізів, з мигальною перетинкою. Бризкальця відсутні. Ніздрі великі, близько розташовані. Губні борозни короткі. Рот великий, дугоподібний. На обох щелепах кількість зубів однакова. На верхній щелепі зуби ширші ніж на нижній. У неї 5 пар зябрових щілин. Тулуб веретеноподібний. Грудні плавці розташовані між 3 та 4 зябровими щілинами. Вони широкі, їх задня крайка увігнута. Має 2 спинних плавця. Передній спинний плавець значно перевершує задній. Розташовано позаду грудних плавців. Задній спинний плавець розташовано навпроти анального. Хвостовий плавець гетероцеркальний, верхня лопать більш видовжена ні нижня, має виріз-«вимпел».
Забарвлення спини світло-сіре, іноді з буруватим відтінком. Черево має білуватий колір. У передній частині морда темно-сіра. На самому кінчику носа є біла пляма, що виділяється на загальному фоні. Звідси походить назва цієї акули.

## Спосіб життя
Тримається на глибинах від 15 до 200 м. Зустрічається у прибережній акваторії. Полює на здобич переважно біля дна. Живиться переважно анчоусами, бичками, камбаловими та іншими донними костистими рибами, а також кальмарами та ракоподібними.
Це живородна акула. Самиця народжує від 1 до 5 акуленят завдовжки 53 см.
Не є об'єктом промислового вилову, хоча при раптовому вилову використовується для виробництва рибного борошна, жиру.
Не становить небезпеки для людини.

## Розповсюдження
Мешкає у східній частині Тихого океану: від Каліфорнійської затоки до Перу.